# Antoine de La Fosse
Antoine de La Fosse, (Herr von) d’Aubigny (* 1653 in Paris; † 2. November 1708), war ein französischer Diplomat und Dramatiker.

## Leben
De La Fosse war der Sohn eines Goldschmiedes und Kaufmanns aus Paris und der Neffe des Malers Charles de La Fosse. Da er sich in einem anderen Beruf als dieser profilieren wollte, widmete er sich dem Studium der antiken Literatur. Sein Onkel hatte ihn dem Minister Fouché, Foucher oder Boucher anempfohlen, der als französischer Gesandter am toskanischen Hof in Florenz tätig war. Dieser nahm ihn als Sekretär an und La Fosse konnte seine Kenntnisse um die Literatur der italienischen Sprache erweitern. Er wurde Mitglied der florentiner Akademie der Apatisten (italienisch Accademia degli Apatisti) und verfasste zu diesem Anlass eine italienische Ode, um sich für diese Aufnahme als würdig zu erweisen. Nach seiner Rückkehr aus Italien wurde er Sekretär des Marquis François Joseph de Créquy (1662–1702). Während des spanischen Erbfolgekriegs kämpfte er an dessen Seite und war unter anderem an der Schlacht bei Luzzara (15. Aug. 1702) gegen die Österreicher beteiligt, in der der Marquis sein Leben verlor. La Fosse erhielt den Auftrag das Herz des Gefallenen nach Paris zu bringen. Für seinen Einsatz in der Schlacht wurde er ausgezeichnet. Nach dem Krieg fungierte La Fosse als Sekretär für den Herzog von Aumont in dessen Hotel er 1708 starb.

## Wirken als Dramatiker
Er wandte im Alter von 43 Jahren der dramatischen Poesie zu. Polyxène, seine erste Tragödie, wurde 1696 uraufgeführt und die Darsteller erhielten für die zweite Vorstellung, die sich der Dauphin angesehen hatte, eine Summe von 100 Louisdor ausgezahlt. Insgesamt wurde das Stück 17 mal aufgeführt.
La Fosse schuf insgesamt vier Tragödien, von denen die zwei Jahre später aufgeführte Manlius Capitolinus zu den beliebtesten Trauerspielen des 18. Jahrhunderts gehörte. Diese hatte ein identisches Thema wie das Stück Venice Preserv’d (‚Das gerettete Venedig‘) von Thomas Otway, war aber keine Kopie dieses Werkes und war laut Ferdinand Lotheissen „schlecht komponiert und im Ganzen schwach“
Außerdem verfasste er Elegien, Epigramme, Idyllen, Madrigale und Oden. Er übersetzte auch die griechischen Verse des Anakreon in französische Verse. Seine Ode über die Schlacht von Marseille erregte viel Aufmerksamkeit. Zudem hielt er an der Akademie der Apatisten einen Vortrag, der sich mit der Frage « Quels yeux font les plus beaux des yeux bleus ou des noirs ? » (deutsch: „Welche Augen sind die schönsten, die blauen oder die schwarzen?“) beschäftigte.

## Werke (Auswahl)
- Polyxène. Tragédie. 1696.
- Manlius Capitolinus. Tragédie. Uraufführung am 18. Januar 1698.
- Thésée. Tragédie. am 5. Januar 1700 uraufgeführt.
- Corésus et Callirhoë. Tragédie. erstmals am 9. Dezember 1703.
- Oeuvres de theätre de Mr. Antoine de la Fosse d’Aubigny. 2 Bände, Ribou, Paris 1696 und 1700
  - Band 1, Compagnie des Libraires Aflbclés, Paris 1747 (französisch, archive.org).
  - Band 2, Veuve de Pierre Ribou, Paris 1719 (französisch, archive.org).